# Sébastien Dockier
Sébastien Dockier, né le 28 décembre 1989, est un joueur de hockey sur gazon international belge évoluant au poste de buteur au Den Bosch Hockey Club.

## Palmarès
- Vainqueur de la Coupe du monde de hockey sur gazon 2018
- 2e aux Jeux olympiques d'été de 2016